# 彻纳恩龙属
彻纳恩龙属（学名：Chenanisaurus）是一属两足阿贝力龙科恐龙，含有一个已知物种，巴巴利彻纳恩龙（C. barbaricus）。其化石来自上马斯特里赫特阶北非摩洛哥奥拉德塔伊阿卜盆地的一个磷矿区。这种动物已知于其正模标本，此标本含有部分颌骨和发现于同一地层中的几颗单独牙齿。彻纳恩龙是阿贝力龙科中已知最大成员之一，也是出现时间最晚的一个，为北美霸王龙属的同时期生物。它可能是在希克苏鲁伯小行星撞击和随后的白垩纪-古近纪大灭绝中灭绝的恐龙物种之一。

## 叙述

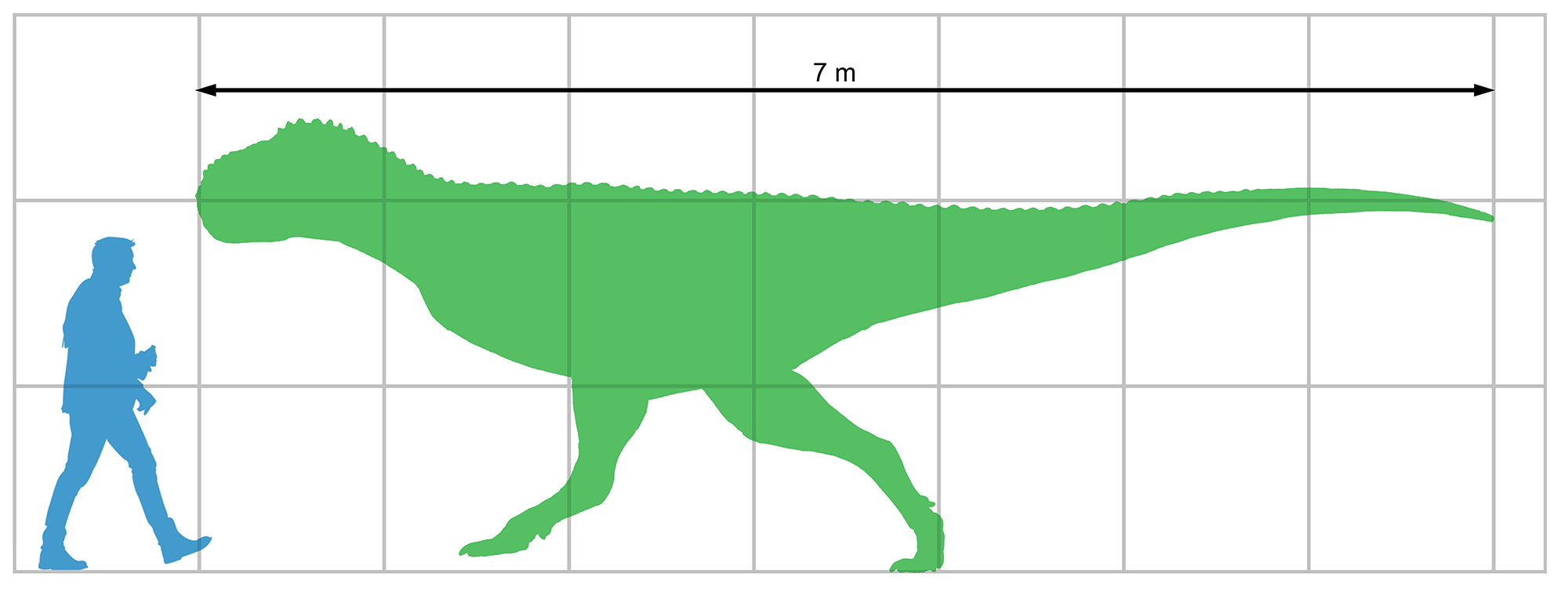
巴巴利彻纳恩龙与人类的体型比较

彻纳恩龙是一种相当大的阿贝力龙科，根据对正模标本中齿骨的测量，其身长可达7—8米（23—26英尺），这种尺寸大小只有一些大型阿贝力龙科如食肉牛龙和密林龙才能与之相比。
尼科拉斯·朗里奇（Nicholas R. Longrich）和其同僚（即彻纳恩龙的叙述者）识别出了该属区别于其他阿贝力龙科物种的独特特征。其下颚高，而牙齿在侧视图呈弯曲状。侧沟和相关的孔位于牙齿外表面高处。齿骨前背缘向下弯曲。下颚联合部沉重，而前缘在侧面是垂直的。在平面图上，前颚点较宽，彼此相接时呈钝角。 

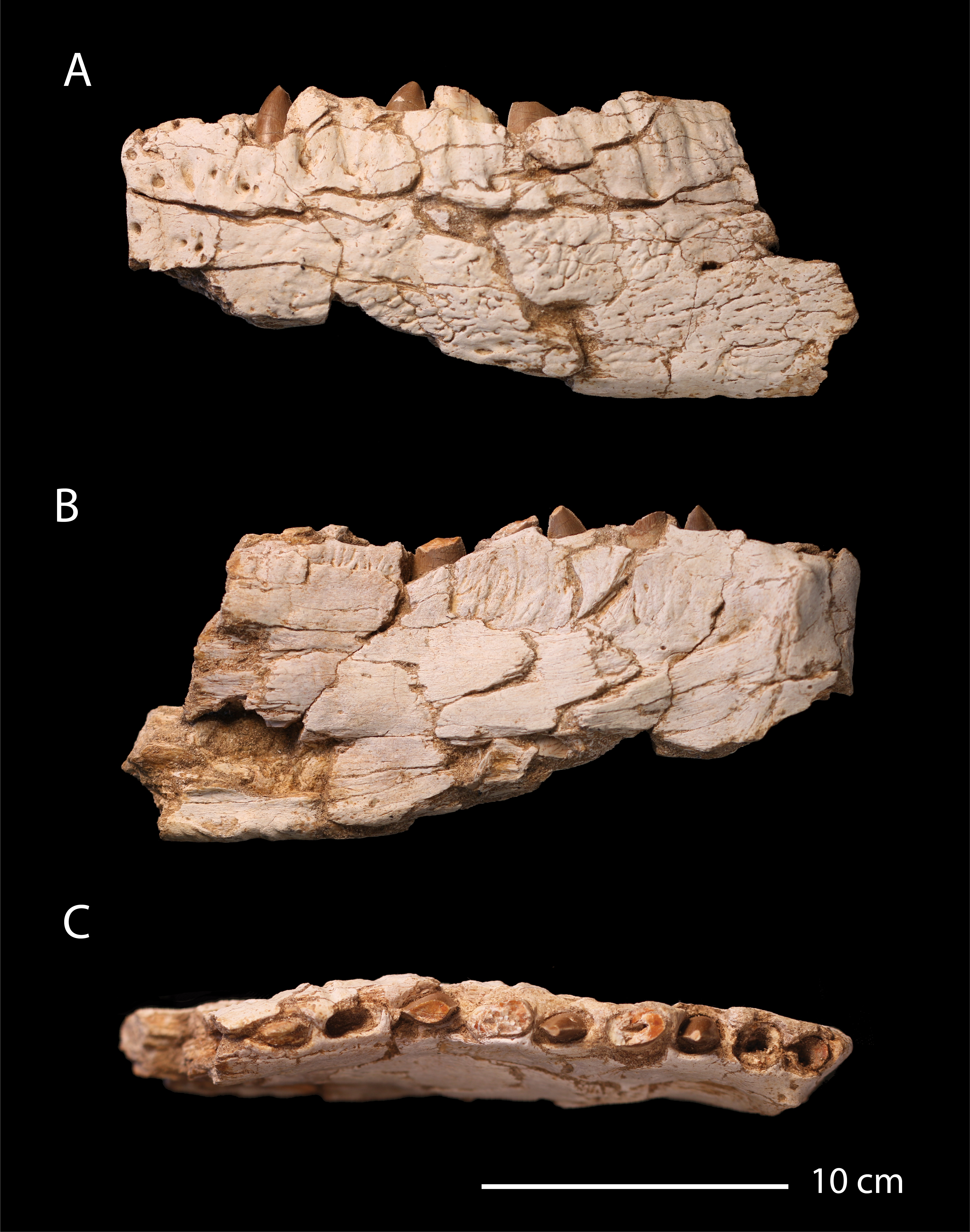
巴巴利彻纳恩龙的部分齿骨

该属下颌骨最显著的特点是高度极大，尤其是与相对较短的牙齿相比。这似乎表明彻纳恩龙的下颌也非常短，其尺寸甚至比相关的食肉牛龙身上看到的更为“极端”。这表明，其颌骨是用来承受巨大咬合力的。下颚向前、向下弯曲，在一个深钝点处终止，背面有一个很深且很高的沟，上面有一排孔，在一系列垂直的凹槽中向顶部张开――其较高的位置是一个基本特征。外侧较低的一面显示出凹坑和交错的嵴。前齿间板非常高，但它们很快就朝着下颌后部下降。齿槽在上视图中呈矩形。下颌至少有十颗牙齿，这些牙齿相对细长，但前牙的横截面呈D形，凸面朝外；后牙呈匕首状，更扁平，切缘呈凸形。牙冠基部每5毫米有13个小齿，而在其顶端附近则多达8个。它们带有很小的血槽，珐琅质结构不规则，纹路不清。

## 发现与命名

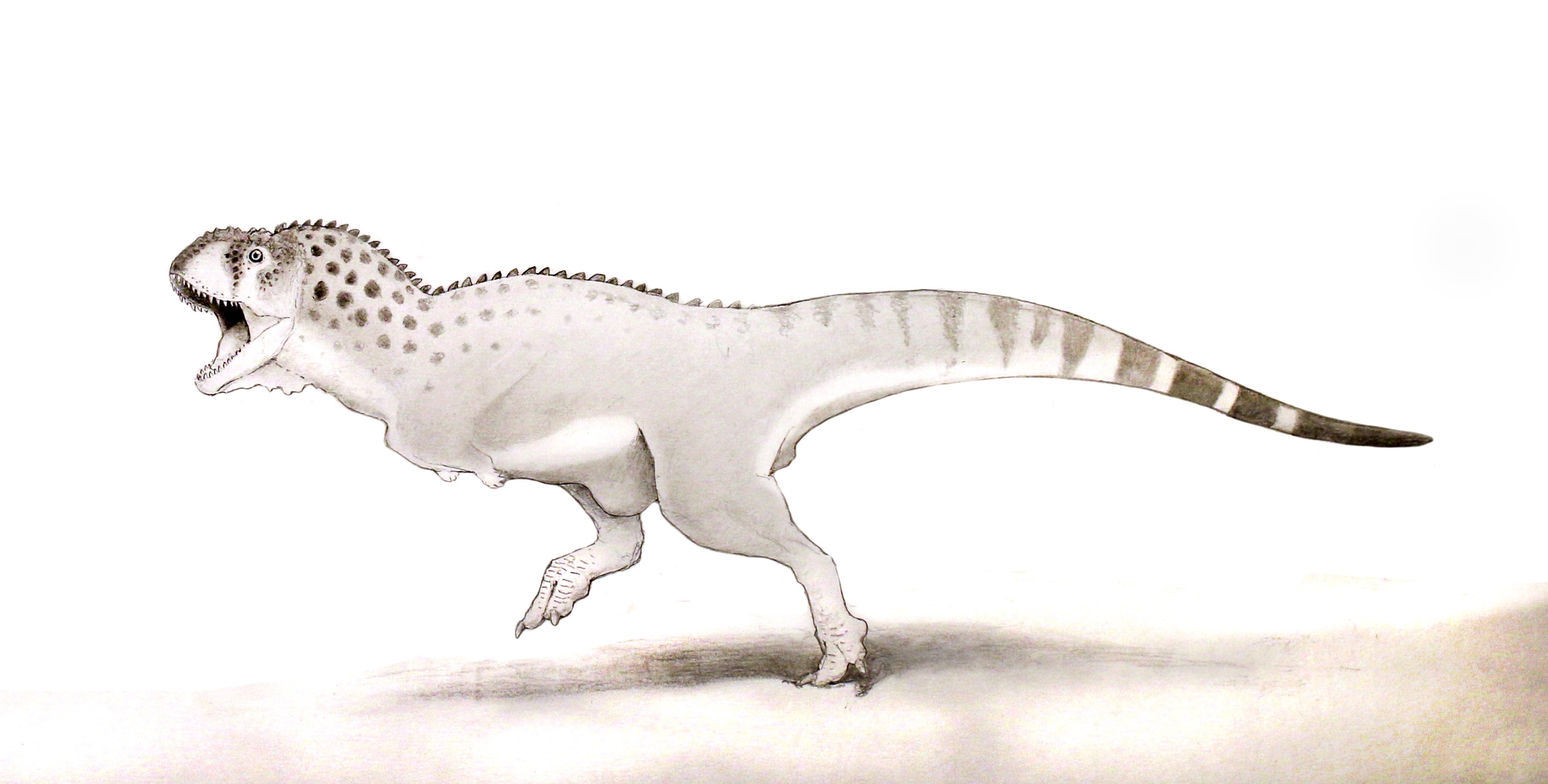
复原图

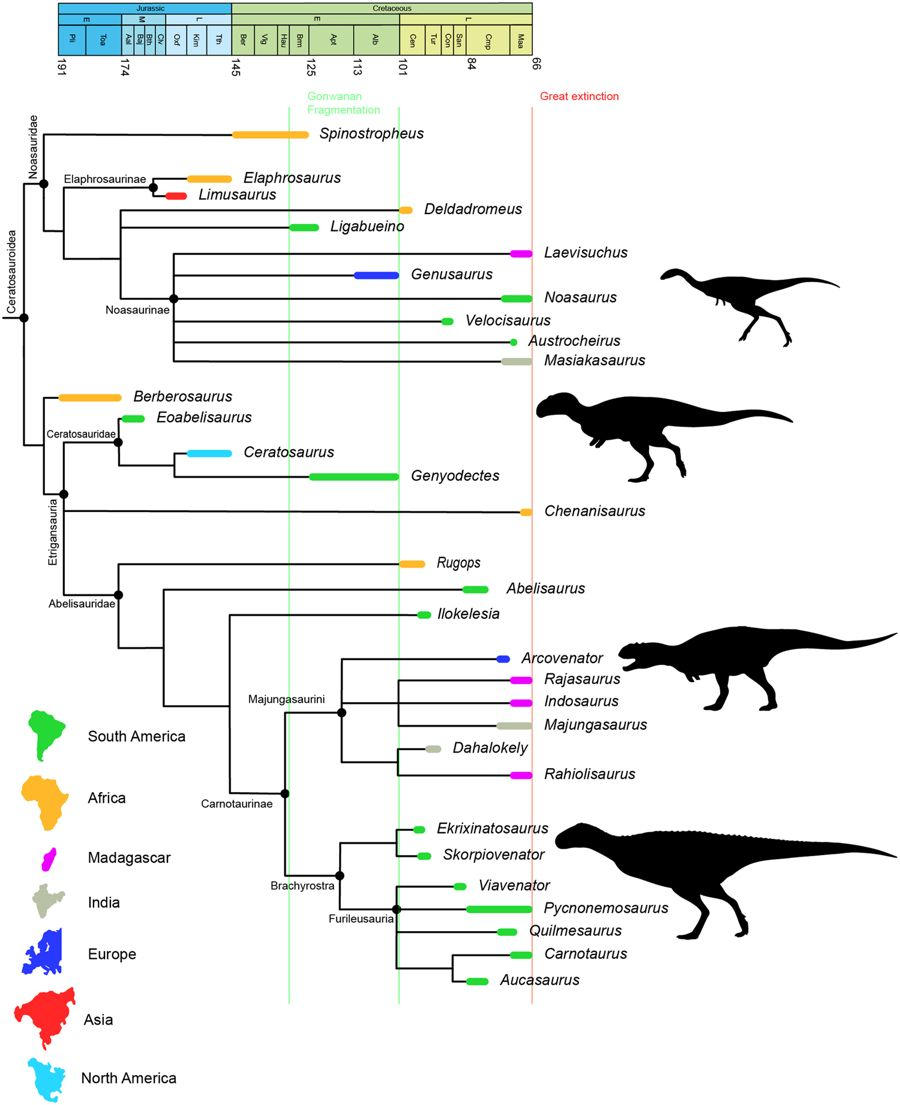
系统发育分析，其中含彻纳恩龙，基于Wang等人（2017）的研究

正模标本编号为OCP DEK-GE 772。从周围区域收集的单个牙齿中，两颗上颌前牙分别标记为OCP DEK-GE457和DEK-GE458，而上颌齿WDC-CCPM-005已在2005年叙述过，现归类于本属，因为它们与正模标本中的牙齿相似。彻纳恩龙的属名取自发现其化石的西迪·彻纳恩（Sidi Chennane）矿山，种名barbaricus指巴巴利海岸。

## 分类学
2017年，系统发育分析将彻纳恩龙置于阿贝力龙亚科和玛君龙亚科之外的一个基础位置――阿贝力龙科中。虽然它在颌骨形态上类似于该科，但其也有可能属于非洲特有的一个尚未被描述的类群。只有进一步的研究才能确定这个物种的真正关系。

## 古生物学

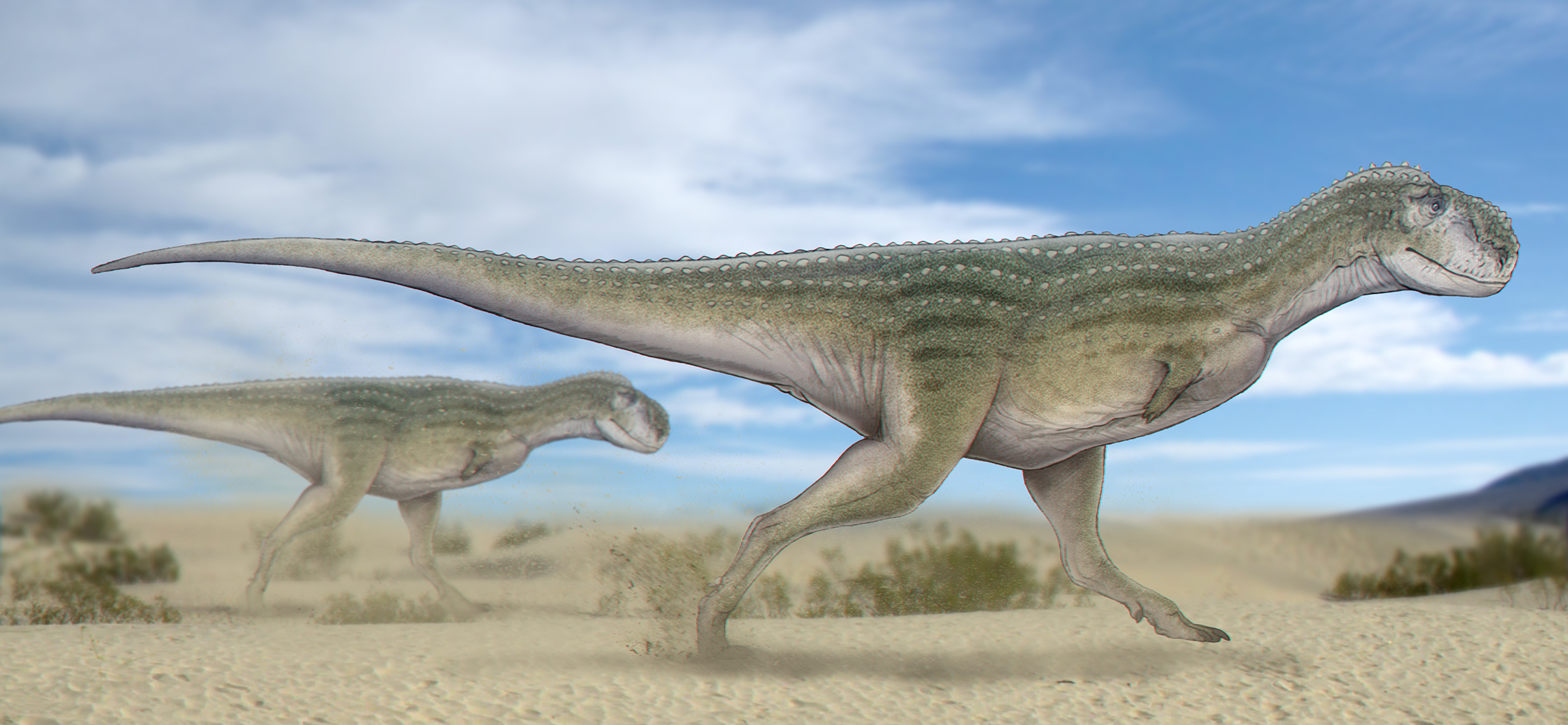
海岸线上两只正在快速奔跑的彻纳恩龙

彻纳恩龙是一种掠食者，就像其他的阿贝力龙科一样。考虑到其体型，它本可以猎获相对较大的猎物。下颚化石显示其头部和颌部相对较短，强壮有力。由于这种动物体型庞大，下颚的比例会给它强大的咬合力，这表明它有能力捕食相对较大的恐龙。
同一地层中发现了泰坦巨龙类蜥脚类化石，它们很可能是其猎物；此外，2020年命名的第一种已确认的非洲赖氏龙类――鸭嘴龙科的异客龙也可能是其食物来源之一。
磷酸盐中彻纳恩龙化石的存在是不寻常的，因为其代表着海洋环境。因此，从这些地层中发现的大多数化石都是海洋动物，如鲨鱼、鱼类、沧龙和蛇颈龙。因此，恐龙的出现化石是令人惊讶的。这些动物有可能在其死后尸体被河流冲入海中；另一种情况是它们也有可能有时会进入海洋游泳。
冈瓦纳古陆的其它部分如南美洲、印度和马达加斯加，在最近的白垩纪中显示出类似于泰坦巨龙类和阿贝力龙科的组合动物群，这表明当地恐龙与亚洲和北美劳亚古陆上的恐龙不同的进化史。
彻纳恩龙和泰坦巨龙类化石的发现也表明，白垩纪-古近纪灭绝事件之前，非洲就存在一个阿贝力龙科／泰坦巨龙类动物群，这表明冈瓦纳古陆的动物群在那个时间点之前是相对稳定的。彻纳恩龙的遗骸在构成西迪·彻纳恩磷矿大部分的海洋沉积物中被发现，这表明其在死后尸体被冲到了海里，在那里，其骨骼变为化石。